# Annette Mbaye d'Erneville
Annette M'Baye d’Erneville (Sokone, 23 de junio de 1926) es una periodista senegalesa. Fue la primera persona diplomada en periodismo de Senegal en 1956. Considerada pionera en la literatura africana, en 1965 publicó Poemes africains. Activista por los derechos de las mujeres, fue fundadora y directora del Museo de la Mujer Henriette Bathily en la Isla de Gorea inaugurado en 1994.
En 2008 fue protagonista del documental Mère-Bi realizado por su hijo, el cineasta Ousmane William Mbaye en el que explica su historia de vida y la historia de Senegal.  

## Biografía
Estudió en la escuela primaria y secundaria de las religiosas de Saint-Joseph de Cluny en Saint Louis. De 1942 a 1945 asistió a la Escuela normal de Rufisque donde recibió la influencia vanguardista de Madame Le Goff, directora del centro. Dos años después continuó sus estudios en París donde se diplomó como periodista de radio en 1956 convirtiéndose en la primera persona en Senegal en obtener una titulación en periodismo.  Durante su etapa en París se implicó en la lucha contra la descolonización y fue una fuerte defensora de la negritud y el panafricanismo. Sus transmisiones de radio desde París a finales de la década de 1940 fueron recogidas y transmitidas por programas de radio africanos. 
En 1957 regresó a Senegal poco antes de la independencia y lanzó con otras compañeras feministas el periódico Femmes de Soleil con contenidos en 1959 que posteriormente en 1963 cambió el nombre de su cabecera por Awa.
La palabra que utiliza para definirse es «efervecencia».
En 1965 publica en París en el Centro Nacional Francés una pequeña recopilación de 20 páginas "Poemas africanos" que se convierte en una de las primeras obras de la literatura africana escrita por mujeres.
En 1977 Annette fue clave para la creación de la Federación de Asociaciones Femeninas de Senegal (FAFS) formada por cientos de grupos de mujeres. A través de su trabajo con las FAFS inspirada en la serie de perfiles sobre mujeres de la organización, comenzó a desarrollar la idea de crear una exposición permanente sobre mujeres. Tras diez años de maduración en colaboración con el Consorcio de Comunicación Audiovisual Africana, las ideas del cineasta Ousmane William Mbaye, hijo de Annette, el respaldo de la primera mujer primera ministra de Senegal, varios directores de museo de Dakar y el apoyo del Gobierno de Canadá. En el momento de su creación fue el primer museo de mujeres de África. Originalmente abierto en la isla de Gorea desde 2015 ha sido trasladado a Dakar a la Plaza del Recuerdo Africano tras dos años de cierre, dirigido por Awa Cheikh Diouf, Según el documental Mère-Bi el museo lleva el nombre de Henriette Bathily en homenaje a una mujer especialmente cercana a Annette.
En 1996 impulsó los Encuentros Cinematográficos de Dakar, un festival de cine en Dakar estableciendo de manera central el tema de mujeres y cine con el lema «Cuando las mujeres del cine actúan, el cine africano se mueve hacia adelante».
En estos años Annette ocupó también varios cargos gubernamentales. Fue Comisionada de Información Regional en Diourbel y fue Directora de Programas en Radio Senegal.
En 2013 explicaba en una entrevista que se reconocía como periodista y que no quería considerarse escritora porque no había vivido nunca de sus libros.

## Vida personal
Es la madre del cineasta Ousmane William Mbaye.

## Obra
- 1965 : Poèmes africains
- 1966 : Kaddu (réédition des poèmes)
- 1976 : Chansons pour Laïty
- 1983 : Le Noël du vieux chasseur
- 1983 : La Bague de cuivre et d'argent (prix Jeune Afrique en 1961)
- 2003 : Motte de terre et motte de beurre
- 2003 : Picc l'Oiseau et Lëpp-Lëpp le papillon